# Gary Warren
Gary Warren (Bristol, 16 agosto 1984) è un calciatore inglese, difensore svincolato.

## Carriera
Ha giocato nella prima divisione scozzese.

## Palmarès

### Club

#### Competizioni regionali
- Gloucestershire Senior Cup: 1

Mangotsfield United: 2002-2003

#### Competizioni nazionali
- Southern Football League Division One West: 1

Mangotsfield United: 2004-2005
- Coppa di Scozia: 1

Inverness: 2014-2015
- Scottish Challenge Cup: 1

Inverness: 2017-2018